# Valeri Șevciuk
Valeri Oleksandrovîci Șevciuk (în ucraineană Валерій Олександрович Шевчук; n. 20 august 1939, Jîtomîr, RSS Ucraineană, URSS – d. 6 mai 2025, Kiev, Ucraina) a fost un scriitor ucrainean.

## Biografie
Șevciuk s-a născut în 1939 într-o familie de cizmari. În 1956, dorind să devină geolog, a aplicat la Institutul Silvic din Liov, dar a picat examenul de admitere fiind nevoit să lucreze într-o fabrică de beton. În anul următor a început studii de filologie la Kiev, iar după absolvire a lucrat pe post de corespondent la un ziar numit Garda Tânără.
Șevciuk și-a publicat prima lucrare, o povestire despre Taras Șevcenko intitulată „Nastunka” (Escrocheria), în 1961.
Șevciuk a decedat pe 6 mai 2025. Avea 85 de ani.

## Premii
- Premiul Național Șevcenko (Ucraina, 1988)[8]
- Ordinul Prințului Iaroslav cel Înțelept, clasa a V-a (Ucraina, 1999)[9]
- Medalia Jubiliară „25 de ani de independență a Ucrainei” (Ucraina, 2016)[10]

Valeri Șevciuk a fost profesor emerit al Academiei Kiev-Mohyla și al Universității Naționale din Lviv. A fost laureat al Premiului Fundației Antonovych și al altor numeroase premii literare. Este, de asemenea, o figură onorată a culturii poloneze , iar operele sale au fost traduse în 22 de limbi.
În 2011, Premiul Valeri Șevciuk a fost instituit de Universitatea de Stat Ivan Franko⁠(d) Jitomir.

## Lucrări notabile
- „La mijlocul săptămânii” (1967)[13]
- „Esplanada 12” (1968)[13]
- „Țipătul cocoșului în zori” (1979)[14]
- „Pe un câmp umil” (1983)[15]
- „O casă pe un munte” (1983)[16]
- „Trei frunze în spatele ferestrei” (1986)[17]
- „Arborele gânditorului” (1986)[18]
- „Păsări de pe o insulă invizibilă” (1989)
- „Ciuma” (1989)
- „Un ceas etern” (1990)
- „Femeia cu flori” (1990 – colecție de basme)[15]
- „Cărarea în iarbă. Saga Jitomir” (două volume, 1994)[19]
- „În burta unei bestii apocaliptice” (1995)[15]
- „ Ochiul Abisului ” (1996)[15]
- „Femeia șarpe” (1998)[15]
- „Lapte argintiu” (2002)
- „Umbrele care dispar. O cronică de familie.” (2002)
- „Statul cazac: Studii asupra istoriei înființării statului ucrainean” (1995)
- „Muza Roxelana: literatura ucraineană din secolele XVI-XVIII în 2 volume” (2005)
- „Sfinxul cunoscut și cel necunoscut. Hryhorii Skovoroda în perspectiva modernă” (2008)

A compilat mai multe culegeri de poezie de dragoste din secolele XVI-XIX și le-a tradus în limbaj literar modern, precum „Cântecele lui Cupidon” (1984) și poezia eroică din secolele IX-X „Câmpul lui Marte” în 2 volume (1989), „ Cronica lui Samiilo Velychko ” (în două volume, 1991) etc.

## Traduceri
- Cei blânzi vor moșteni... (trad. lui Na poli smyrennomu ). Trad. de Viktoriia Kholmohorova. Kiev: Editura Dnipro, 1989.